# Vitali Buts
Vitali Buts (en ucraïnès Виталий Буц; Mikolaiv, 24 d'octubre de 1986) és un ciclista ucraïnès, professional des del 2009 i que actualment corre per l'equip Shenzhen Xidesheng. En el seu palmarès destaquen dos campionats nacionals en ruta (2014, 2017) i curses per etapes com el Giro de les Regions o la Volta a Romania.

## Palmarès
- 2008
  - 1r al Giro de les Regions i vencedor d'una etapa
  - 1r a la Ronda al País Basc
  - 1r a la Milà-Rapallo
- 2009
  - Vencedor d'una etapa al Tour de Hainan
- 2013
  - 1r al Gran Premi de Sotxi i vencedor d'una etapa
  - 1r a la Mayor Cup
  - 1r a la Volta a Romania i vencedor d'una etapa
  - Vencedor d'una etapa al Gran Premi d'Adiguèsia
  - Vencedor d'una etapa als Cinc anells de Moscou
  - Vencedor d'una etapa al Volta a Szeklerland
  - Vencedor d'una etapa al Volta a Bulgària
- 2014
  -  Campió d'Ucraïna en ruta
  - 1r a la Race Horizon Park I
  - Vencedor d'una etapa al Gran Premi de Sotxi
  - Vencedor d'una etapa a la Volta a la Xina I
- 2015
  - 1r al Gran Premi de Vínnitsia
  - 1r a l'Odessa Grand Prix-2
  - 1r al Black Sea Cycling Tour i vencedor de 2 etapes
  - Vencedor d'una etapa al Tour de Mersin
- 2016
  - 1r a la Belgrad-Banja Luka I
  - 1r a la Horizon Park Race for Peace
  - Vencedor d'una etapa a la Volta al llac Qinghai
  - Vencedor d'una etapa a la Volta a Bulgària
- 2017
  -  Campió d'Ucraïna en ruta
  - 1r al Tour d'Ucraïna i vencedor d'una etapa
  - 1r a la Volta a Bulgària (sud) i vencedor de 3 etapes
- 2018
  - Vencedor d'una etapa a la Małopolski Wyścig Górski
- 2020
  - 1r al Gran Premi Velo Erciyes

### Resultats a la Volta d'Espanya
- 2009. No surt (12a etapa)